# Juan Ganzo Fernández
Juan Ganzo Fernández (Yaiza, 5 de outubro de 1872 — Florianópolis, 2 de abril de 1957) foi um eletricista e empresário espanhol radicado no Uruguai e, posteriormente, no Rio Grande do Sul. Desempenhou relevante papel na história da telefonia do Uruguai e dos estados brasileiros do Rio Grande do Sul e Santa Catarina, sendo também um dos pioneiros do rádio do Rio Grande do Sul.

## Biografia
Emigrou da Espanha para o Uuruguai em data incerta e formou-se eletricista em Montevidéu. Ainda jovem passou a se interessar pela telefonia. Instalou linhas em San José, Melo e Cerro Largo e fez a ligação de Montevidéu com Canelones, Florida e Santa Lucia. Em 1899 fez a ligação entre o Uruguai e o Rio Grande do Sul. Em 1900, a convite de Carlos Barbosa Gonçalves, então vice-presidente do Rio Grande do Sul, encarregou=se da instalação de linhas em Jaguarão, Erval, Bagé, Dom Pedrito e São Gabriel.
Em 1902 ou 1906 estava outra vez em Montevidéu, onde fundou a firma Ganzo, Durruty & Cia, o que possibilitou ampliar suas atividades. Em 1904 interrompeu suas atividades técnicas para engajar-se na revolução de Aparício Saraiva no Uruguai, recebendo a patente de coronel. A guerra destruiu a rede telefônica do departamento de Cerro Largo, e parece ter abalado seus investimentos. No mesmo ano voltou ao Rio Grande do Sul ampliando as ligações telefônicas entre as cidades de Rio Grande e Pelotas, depois instalou linhas em São Lourenço do Sul, Cruz Alta e Santa Cruz do Sul.
Em 1906 estabeleceu uma parceria com o banco francês Supervielle, cujo apoio financeiro seria decisivo para seus negócios. Depois de uma viagem à Europa para adquirir materiais e novos conhecimentos, em 1907 estava em Porto Alegre fundando a Companhia Telefônica Rio-Grandense (CTR), com participação majoritária da Ganzo, Durruty & Cia e minoritária do banco Supervielle, e ao incorporar as existências da antiga União Telefônica, monopolizou a concessão de serviços telefônicos em Porto Alegre, Pelotas e Rio Grande. Com o advento da CTR, a telefonia se expandiu rapidamente pelo estado. Segundo Vanda Ueda, "neste momento o telefone formava uma rede que unia os territórios como também aos interesses da elite gaúcha (políticos, estancieros, comerciantes e industriais). Pois, política e território entrelaçam de maneira inseparável e o uso do território se converte em uma ferramenta principal para modelar não somente um espaço, mas também uma sociedade. Podemos dizer que as redes, através do telefone serviram para modelar, transformar e controlar o território gaúcho".
Introduziu em 1909 em Porto Alegre a rede urbana de linhas subterrâneas, sendo a primeira cidade da América do Sul a utilizar este sistema. Em 1919 a CTR adquiriu as usinas elétricas de Bagé, Livramento, Cachoeira do Sul e Caxias do Sul. Em 1922 introduziu os telefones automáticos, um avanço tecnológico inédito no Brasil, estabeleceu o serviço de ligações intermunicipais entre a capital e o interior, criou um departamento de fonografia e um serviço de rádio telefônico entre Porto Alegre, São Paulo e Rio de Janeiro. Comprando uma série de outras empresas de âmbito local, chegou a controlar os serviços telefônicos em uma vasta região do Rio Grande do Sul, incluindo as cidades de Barra do Ribeiro, Itapuã, Canoas, Piratini, Monte Bonito, Cascata, Capão do Leão, Povo Novo, Quinta, Cassino, São Leopoldo, Retiro, Novo Hamburgo, Rio Pardinho, Ferraz, São Sebastião do Caí e São Lourenço, entre outras. Neste período absorveu os serviços telefônicos de Artigas e Rivera no Uruguai, e em 1922 vendeu suas concessões uruguaias à empresa La Internacional, subsidiária do banco Supervielle.
Em 1924 desenvolveu um projeto de um programa radiofônico de música aproveitando a infraestrutura das linhas da CTR, mas a ideia não agradou os outros diretores da empresa, Victor Coussirat de Araújo e Viterbo de Carvalho, e não foi levado adiante. Mesmo assim, divulgou entre um grupo de jovens entusiastas suas experiências sobre as "emissões domiciliares" realizadas na Europa, o que levou à constituição no mesmo ano da Rádio Sociedade Rio-Grandense, a primeira emissora de rádio do estado, sendo Ganzo membro da Diretoria provisória. Em assembleia de 10 de outubro foi escolhida a primeira Diretoria oficial, quando Juan Ganzo foi eleito presidente e seu filho Edison Ganzo, membro do Conselho. A Rádio Sociedade Rio-Grandense teve vida curta, e Ganzo apoiou a criação da Rádio Sociedade Gaúcha, cujas transmissões iniciaram oficialmente no dia 19 de novembro de 1927 a partir da casa de Ganzo, num sarau que reuniu autoridades, diletantes do rádio e músicos do Conservatório de Música de Porto Alegre.
Em 1927 vendeu a CTR para a empresa estadunidense International Telephone & Telegraph, que passou a controlar 91% do capital, mas permaneceria na direção da CTR até 1940. Em função da venda da CTR, ainda em 1927 voltou seus interesses para o estado de Santa Catarina, adquirindo a concessão governamental para uma rede de telefonia, começando pela instalação de uma estação radiotelegráfica na capital Florianópolis. O contrato também previa a instalação em Florianópolis de telefonia automática e a extensão das linhas aos estados vizinhos. O prazo da concessão era de 35 anos. Esta foi a origem da Companhia Telefônica Catarinense (CTC). Contudo, devido a limitações técnicas, os planos não correram como o previsto. De qualquer maneira, houve avanços importantes. Ao findar um ano de atividades, a CTC havia conseguido instalar uma rede de 357 quilômetros e 479 aparelhos instalados. No ano seguinte foi concluída a linha sul entre Laguna e Florianópolis (130 km) e a linha norte até Camboriú, totalizando 426 quilômetros. Ainda em 1929 iniciaram as obras na capital para a rede subterrânea de telefones automáticos, que começaram a operar em 1930. Em 1935, já numa parceria com a Empresa Sul Brasileira de Eletricidade (Empresul), começaram os trabalhos para a cobertura de todo o planalto norte, mas pouco depois foram paralisados devido a uma disputa entre Ganzo e a direção da Empresul, iniciando na imprensa uma campanha de desmoralização da imagem de Juan Ganzo que se arrastou por quatro anos e o forçou a abandonar seus planos de alcançar todo o território catarinense, como era previsto no contrato inicial com o governo do estado. Em 1940 mudou-se para Florianópolis, a fim de atender a CTC, associado à La Internacional do Uruguai, nesta altura em posse conjunta das famílias Ganzo e Supervielle. No início da década de 1940 a CTC tinha uma rede de mil quilômetros com 2 350 aparelhos em funcionamento.
Faleceu em Florianópolis em 1957. Sua viúva Florinda Di Mônaco Ganzo e seu filho Juan Carlos deram continuidade à CTC.
Em sua chácara em Porto Alegre manteve desde 1913 um jardim zoológico que atraía um grande público. Manteve na cidade outras atividades empresariais, sendo membro da primeira Diretoria do Crédito Territorial Sul-Brasileiro e participou da fundação da empresa petrolífera Ipiranga S.A. — Companhia Brasileira de Petróleos. Também foi um parceiro importante do banco Supervielle, e  segundo Raúl Jacob, "toda a operação no sul do Brasil não teria sido possível sem a participação de Juan Ganzo Fernández".
A Avenida Ganzo de Porto Alegre homenageia sua memória.